# یواندی لئال
یواندی لئال هیدالگو (متولد ۳۱ اوت ۱۹۸۸ در هاوانا) بازیکن والیبال کوبایی‌تبار، برزیل است. لئال از سال ۲۰۰۷ تا ۲۰۱۰ عضو تیم ملی والیبال کوبا بود و در حال حاضر از سال ۲۰۱۹ عضو تیم ملی برزیل است.